# Staraja Kupawna
Staraja Kupawna (ros. Старая Купавна) – miasto w Rosji, w obwodzie moskiewskim, 23 km na wschód od Moskwy. W 2020 liczyło 24 200 mieszkańców.